# Concepcion (Texas)
Pour les articles homonymes, voir Concepcion.
Concepcion est une census-designated place située dans le comté de Duval, dans l’État du Texas, aux États-Unis. Sa population s’élevait à 62 habitants lors du recensement de 2010.